# Monsieur Badin
Pour les articles homonymes, voir Badin.
Monsieur Badin est une pièce de théâtre en un acte de Georges Courteline représentée pour la première fois à Paris, au Grand-Guignol, le 13 avril 1897. De courte durée, ce sketch de revue peut être lu et représenté en dix minutes.

## Argument
C’est l’histoire d’un directeur qui remarque qu’un de ses employés prénommé Badin n’est pas présent au bureau depuis près de 15 jours. C’est alors qu’il demande au médecin de venir chez monsieur Badin voir son état car le directeur pense qu’il était malade. Or, on lui répond six fois qu’il est tout simplement à la brasserie.
Au retour de monsieur Badin, le directeur le convoque à son bureau. Pour sa défense, il lui explique qu’il a des problèmes de famille, que son beau-frère est décédé... Mais le directeur, loin d’être dupe, n’y croit pas une seconde, car ce n’est pas la première fois que monsieur Badin lui donne cette excuse.

## Adaptations à la télévision
- 1974 : Monsieur Badin (de Georges Courteline), téléfilm de Jean Bertho